# Dmytro Luzenko

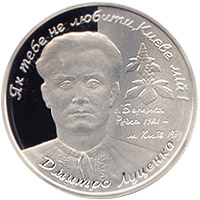
Ukrainische 5-₴-Münze von 2006 zum Gedenken an Dmytro Luzenkos 85. Geburtstag

Dmytro Omeljanowytsch Luzenko (ukrainisch Дмитро Омелянович Луценко; * 15. Oktober 1921 in Beresowa Rudka, Gouvernement Poltawa, Sowjetunion; † 16. Januar 1989 in Kiew, Ukrainische SSR) war ein ukrainischer Dichter und Liedtexter der Estrada.

## Leben
Unmittelbar nach der Hungersnot von 1932–1933 arbeitete Dmytro Luzenko bereits als Jugendlicher in den Kohleminen des Donbas. Ab 1938 studierte er bis Kriegsbeginn am Kiewer Institut für Bewässerung und Entwässerung und nahm dann als Soldat der Roten Armee am Zweiten Weltkrieg teil. Er wurde im Mai 1945 auf Grund einer schweren Gehirnerschütterung ausgemustert und setzte in Kiew sein Studium fort. Aus finanzieller Not wurde er Journalist bei den Zeitungen „Dorf-Nachrichten“ und „Jugend der Ukraine“. Später wurde er Korrespondent des All-Union-Radios in der Ukraine. Sein erstes Werk Gibt den Menschen das Lied wurde 1962 veröffentlicht. 1963 wurde er Mitglied des ukrainischen Schriftstellerverbandes. Luzenko schuf mehr als 300 populäre Lieder, bevor er 1989 in Kiew starb und dort auf dem Baikowe-Friedhof bestattet wurde.

## Ehrungen
Dmytro Luzenko erhielt zahlreiche Ehrungen. So wurde ihm 1974 der Titel Verdienter Künstler der UdSSR und 1976 mit dem Taras-Schewtschenko-Preis der Staatspreis der Ukrainischen SSR verliehen. 2006 gab die ukrainische Nationalbank anlässlich seines 85. Geburtstages eine Fünf-Hrywnja-Silber-Gedenkmünze mit seinem Konterfei heraus, und am 8. Oktober 2015 wurde Luzenko posthum zum Ehrenbürger der Stadt Kiew ernannt.